# Lukas (namn)
Lukas eller Lucas är ett bibliskt mansnamn. Det finns två hypoteser som försöker förklara namnets ursprung, dels att det skulle röra sig om en diminutivform av Lucius: (ljus, lysande, eventuellt "född i gryningen"), dels att namnet skulle betyda den som kommer från Lukanien, vilket ligger i Syditalien. Lukas är också det äldsta noterade namnet som man har funnit bland dopnamn i kyrkoböckerna, namnet noterades redan på 1200-talet. Stavningen Lukas är den som finns med i almanackan, men det är ungefär lika vanligt att stava namnet med c som med k. 
Lukas är ett av de populäraste dopnamnen under det senaste åren. Men namnet är fortfarande mycket ovanligt bland män över 30 år. 31 december 2021 fanns det totalt 31 215 personer i Sverige med namnet Lukas/Lucas varav 26 180 med det som tilltalsnamn, vilket är en ovanligt hög andel.
Namnet finns med i den svenska almanackan för att hedra evangelisten Lukas och namnsdag är den 18 oktober. I den finlandssvenska namnsdagslängden har Lukas namnsdag 18 oktober sedan 2005.

## Personer med namnet Lukas/Lucas
- evangelisten Lukas
- Lukas Bonnier, tidningsman och förläggare
- Lukas Moodyson, filmregissör och manusförfattare
- Lukas Forchhammer, sångare i danska musikgruppen Lukas Graham
- Lukas Bengtsson, ishockeyspelare
- Lukas Klünter, tysk fotbollsspelare
- Lukas av Prag, tjeckisk lärd
- Lukas Vejdemo, ishockeyspelare
- Lukas Podolski, tysk fotbollsspelare
- Lucas Simonsson, influerare
- Lucas Forsberg, fotbollsspelare
- Lucas van Leyden, nederländsk konstnär under 1500-talet från Leiden
- Lucas von Breda, dispaschör och konstsamlare
- Lucas Bergvall, fotbollsspelare
- Lucas Cranach d.ä., tysk målare, gravör och bokillustratör
- Lucas Leiva, brasiliansk fotbollsspelare
- Lucas Moura, brasiliansk fotbollsspelare
- Lucas Valdemarín, argentinsk fotbollsspelare

## Efternamn
- George Lucas (född 1944), amerikansk filmregissör
- Janne Lucas (född 1947), svensk artist
- Thomas Lucas (omkring 1720–1784), brittisk parlamentsledamot och köpman
- Thomas Lucas (omkring 1764–1838), brittisk blindpedagog
- Thomas Pennington Lucas (1843–1917), skotskfödd australisk läkare och filosof
- Georg Lukács, (1885-1971), tysk-ungersk kommunistisk politiker, filosof, författare och kulturteoretiker

## Fiktiva
- Hästen Lukas i Astrid Lindgrens berättelser om Emil i Lönneberga